# 리위치
리위치(이우기, 중국어 간체자: 李宇琪, 병음: Lǐ Yǔqí, 한자음: 이우기, 일본어: リー・ユーチー 리 유치[*], 1993년 2월 26일 - )는 중국의 아이돌. 산시성 시안시 출신.久尚经纪 소속.여성 아이돌 그룹 SNH48 팀SII의 멤버이다.

## 내력
2012년
- 10월 14일, 『SNH48 오리지널 멤버 오디션』에 합격.

2013년
- 1월 12일, 1기생 피로연 공연 「Give Me Power！」.[1]
- 4월 17일, 셀렉션 합격, 정규 멤버가 되었다.[2].
- 5월 20일, 첫 콘서트 『祈福雅安，星花为你綻放Blooming For You』를 개최[3]。
- 6월 13일, 데뷔 싱글 「無尽旋転(ヘビーローテーション)」 발매, 첫 선발되었다.
- 8월 30일, 전용 극장 「星夢劇院」 오픈. 1기생 멤버에 의한 「最後的鐘聲響起(마지막 벨이 울려)」를 개시, 극장에서 데뷔.
- 11월 11일, SNH48 멤버 48명 중에서 16명 중의 한명으로서 팀SII의 멤버로 선출되었다.[4][5]
- 11월 16일, 광저우시 국제 체육 센터에서 1만명 규모의 콘서트 「SNH48広州演唱会」를 개최예정.

## 인물
- 좋아하는 연예인은 미야자와 사에[6], 염아륜, 김희철.[7]
- 좋아하는 색깔 자색.[8]
- 캐치프레이즈는 「푸른 하늘에 나부끼는 고이노보리, 헤엄을 멈추지 않는 잉어! 마오마오라고 불리는 리위치입니다」.
- 댄스가 특기, 스스로 「엔드 롤」과 DiVA의 노래를 춰봤다.[9]
- 만화나 애니메이션을 좋아한다. 만화는 주로 주간 소년 점프를 좋아하고, 특히 『블리치』나 『은혼』을 좋아한다. 등장인물로는 『블리치』의 「아야세가와 유미치카」와 『내 여동생이 이렇게 귀여울리 없어』의 「구로네코」를 좋아한다[10].
- 우유 좋아하고, 우유 맛의 음식은 전부 좋아한다.[11]
- 국가보육사자격이 있다.[12]

## SNH48에서의 참가곡

### 싱글 CD곡
- 無尽旋転
  - 激流之戦
  - 化作桜花樹
- 飛翔入手
  - 馬尾與髮圈
  - 石頭剪刀布

### 극장공연 유닛곡
SNH48 1기생 「마지막 벨이 울려」 공연
- 對不起我的寶貝（ごめんねジュエル）
- 再愛一回（リターンマッチ） ※
※우저한의 유닛곡 언더

## 출연

### 드라마
- 夢想預備生

### 버라이어티 방송
- 天天向上 (2013년 5월 16일, 후난웨이스)
- 星光現場(2013년 5월 22일, SMG)
- e鍋匯(부정기 출연)
- 炫動漫(부정기 출연)

### 콘서트
- 祈福雅安，星花為你綻放(2013년 5월 25일, 상하이 바오강 대무대)
- 這一年，我們一起追的SNH48(2013년 11월 16일, 광저우 국제 공연 센터)

### 이벤트
- 虹口燈光秀(2013년 2월 24일)
- 上海新娛樂草莓音樂節 (2013년 4월 30일)
- 上海國際機床展 (2013년 7월3, 4일)
- SNH48@百腦匯全國簽唱會 成都、北京、南京、廣州、上海(2013년 9월 21일 - 10월 26일)